# Arator
Arator war ein aus Ligurien stammender spätantiker Dichter des 6. Jahrhunderts († nach 544). Er verfasste eine klassischer Tradition verpflichtete lateinische Versdichtung über die Apostelgeschichte.
Über das Leben des Arator weiß man wenig, auch sein vollständiger Name ist unbekannt. Sicher ist, dass er der Sohn eines früh verstorbenen Rhetors war und aufgrund kirchlicher Förderung am Hof der Ostgotenkönige in Ravenna eine Karriere als Jurist und Beamter einschlug. Er war mit dem vornehmen Gallorömer Parthenius befreundet, der ihn mit einigen literarischen Werken vertraut machte.
Als die oströmischen Truppen des Kaisers Justinian 535 mit der Rückeroberung Italiens begannen, scheint sich Arator auf die Seite der Invasoren, die er vielleicht als Befreier von der barbarischen Herrschaft sah, geschlagen zu haben; dies dürfte dafür sprechen, dass Arator orthodox-katholisch war (das heißt der römischen Reichskirche angehörte) und darum den „arianischen“ Glauben der Goten ablehnte. Um 540 trat er jedenfalls als subdiaconus in den stadtrömischen Klerus ein. Aufgrund eines Vermerks in den wichtigsten Handschriften seines Werkes weiß man, dass Arator 544, inmitten des zweiten, blutigeren Gotenkrieges, in Rom eine gefeierte mehrtägige öffentliche Lesung veranstaltete. Danach verliert sich seine Spur.
Arators Werk, die Historia Apostolica oder De actibus apostolorum (der ursprüngliche Titel ist nicht überliefert), orientiert sich sprachlich an Vergil, Lucan und Statius; inhaltlich finden sich viele Elemente der spätantiken Volkspredigt. Neben den rein theologischen Aspekten fällt auf, dass Arator sich einerseits gegen die arianischen Ostgoten richtet und andererseits bemüht ist, die Ansprüche des römischen Bischofs gegenüber dem Kaiser zu rechtfertigen. Das aus 2325 Hexametern bestehende Langgedicht ist in 43 Abschnitte untergliedert und erfreute sich in der ausgehenden Spätantike sowie während des gesamten Mittelalters großer Beliebtheit: Bislang sind über 100 Handschriften des Werkes bekannt.

## Übersetzung
- Richard Hillier: Arator. Historia Apostolica. Liverpool 2020.